# Bärenkämpen
Bärenkämpen ist der jüngste Stadtteil der ostwestfälischen Stadt Minden und liegt im Nordwesten der Stadt. Der Stadtteil wurde nördlich des Mittellandkanals hauptsächlich in den 1960er Jahren erschlossen und ist damit das größte Neubaugebiet aus der Zeit nach dem Zweiten Weltkrieg zwischen der Kernstadt und Minderheide. Hier sind Wohnungen für rund 10.000 Einwohner gebaut worden. Bärenkämpen ist charakterisiert durch eine Vielzahl mehrstöckiger Mietswohnhäuser, Reihen- und Einfamilienhäuser.
War der Stadtteil bis in die 1990er Jahre noch für viele britischen Soldaten der nahegelegenen Kingsley-Kaserne Wohnort, so findet danach ein Strukturwandel statt. In die freien Wohnungen zogen viele Aussiedlern und Spätaussiedlern aus dem Gebiet der ehemaligen Sowjetunion und dem ehemaligen Ostblock. In Bärenkämpen leben 7540 Menschen aus 79 Nationen mit einem Durchschnittsalter von 38,8 Jahren. Die deutsche Staatsbürgerschaft haben 61,7 Prozent, eine andere Staatsbürgerschaft 38,3 Prozent.

## Religionen
Ev.-luth. im Martin-Luther-Haus, Vorlaenderstr. 17 (St. Marien-Gemeinde (Bezirk V);
die katholische St. Ansgar-Kirche, St. Ansgar Str. 6 sowie die Kirche Jesu Christi, Derfflinger Str. 52.

## Öffentliche Gebäude
Im Stadtteil Bärenkämpen befinden sich die Freiherr-von-Vincke-Realschule (ehem. Hauptschule Hahler Feld) und das Besselgymnasium als weiterführende Schulen. Beide sind aus der Kernstadt hierhin verlegt worden.
(Die Freiherr-von-Vincke-Realschule zog von Videbullen- und Alter Kirchstraße im Jahr 1987 an die Zähringerallee 5 und das Besselgymnasium (heutige Domschule) zog von der Immanuelstr. 2 an die Hahler Str. 134.) Weitere Bildungseinrichtungen sind die Mosaik-Grundschule (ehem. Grundschule In den Bärenkämpen gegr. 1970, Bugenhagenstr. 13) sowie die evangelische Kita am Martin-Luther-Haus, Vorlaenderstr. 13, die Kita Bärenstark In den Bärenkämpen 40a sowie der Kindergarten St. Ansgar, St. Ansgar Str. 8.
Das Melittabad, ein Hallen- und Freibad am Mittellandkanal, Sieben Bauern 43. Freizeitmöglichkeiten bietet die Boulebahn im kleinen Parkstreifen, direkt hinter dem Melittabad-Parkplatz.
Treffpunkte für gemeinsame Aktivitäten bieten "Das Scholl" (Jugendhaus Geschwister Scholl, In den Bärenkämpen 52) und das 2019 eröffnete Begegnungszentrum Bärenkämpen, Sieben Bauern 20 a.
Gegärtnert werden kann im Kleingartenverein Bärenkämpen (KGV) oder im interkulturellen Garten der Kleingrabeanlage Sieben Bauern, die sich direkt hinter der Kleingartenanlage befindet (beide gehören zum angrenzenden Stadtteil Minderheide).

## Personen und Persönlichkeiten
Bekannte Bärenkämper sind die Rapper Italo Reno & Germany.